# Kőhát-hegység

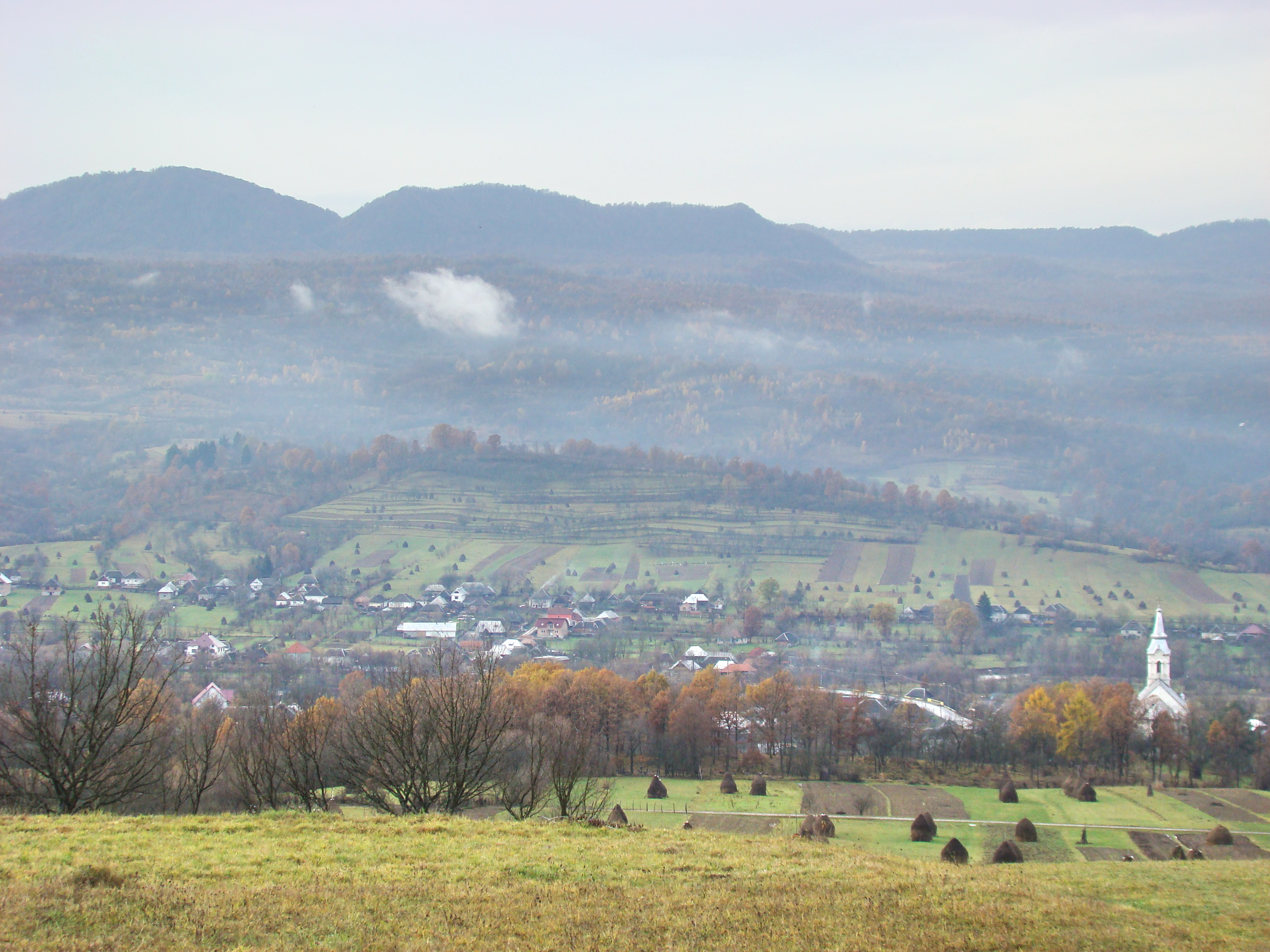
A Kőhát-hegység látképe, előtérben Aknasugatag látképével

A Kőhát-hegység az Északkeleti-Kárpátok vulkáni vonulatának második szakaszához tartozik.

## Leírása

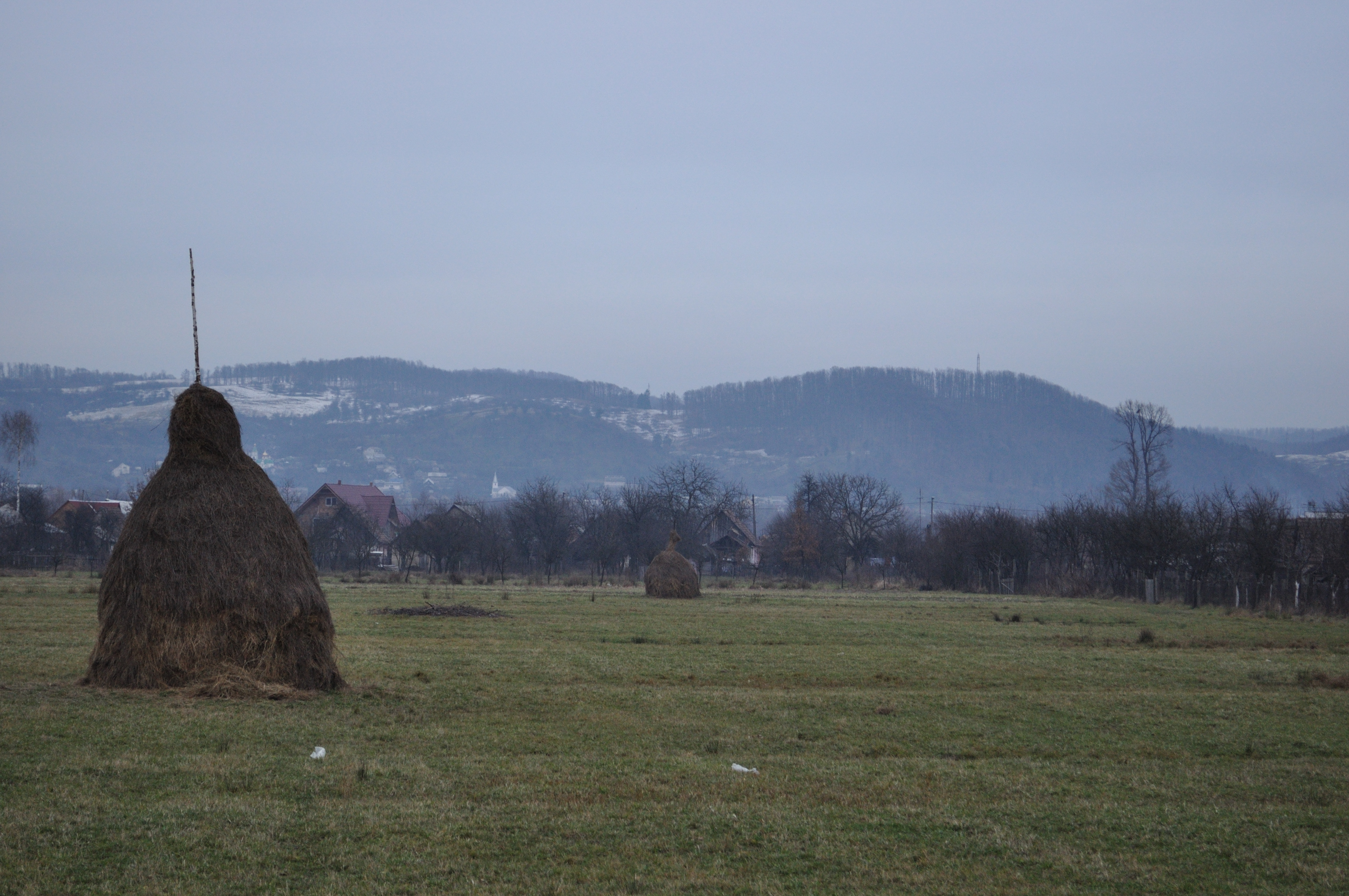
A Kőhát látképe Hosszúmező környékéről

Az Északkeleti-Kárpátok vulkáni vonulatának ez az Avassal kezdődő második szakasza képezi a vízválasztót a Máramarosi-medence és az Erdélyi-medence között és a Tisza völgykapujától délre, az Avas-hegységtől a Ciblesig húzódik.
Az itt elterülő Kőhát-hegység nevét nagy kiterjedésű andezitláva-fennsíkjáról kapta.
A Kőhát-hegységet az Avas-hegységtől az 587 méter magas Huta-hágó választja el.
A Kőhát 1000-1200 méter, nagy kiterjedésű andezitláva fennsíkja meredek, sziklás peremmel szakad le a Máramarosi-medence felé.
A hegység természetvédelmi értékekben is gazdag. Területén több természetvédelmi terület is található. A Pădurea Crăiasa 44 hektárnyi természetes erdői  2000-ben kerültek védelem alá, de a környéken található a Morareni tó (Lacul Morărenilor) Természetvédelmi Terület 20 hektáros területe is, ezenkívül a környéken a természetvédelmi terület ad otthont számos turisztikai látványosságnak (templomok, műemlékek) is. A természetvédelmi területen található többek között:
Bréb "Szent Mihály" tiszteletére szentelt 1622-ben épült fatemploma, vagy Falusugatag (Sat-Șugatag) 1642-ből való "Jámbor Paraskevi" tiszteletére szentelt fatemploma és ugyancsak Hotinka (Hoteni) fatemploma, amely " Michael és Gabriel Arkangyalok" tiszteletére 1790-ben épült.

## Gazdaság

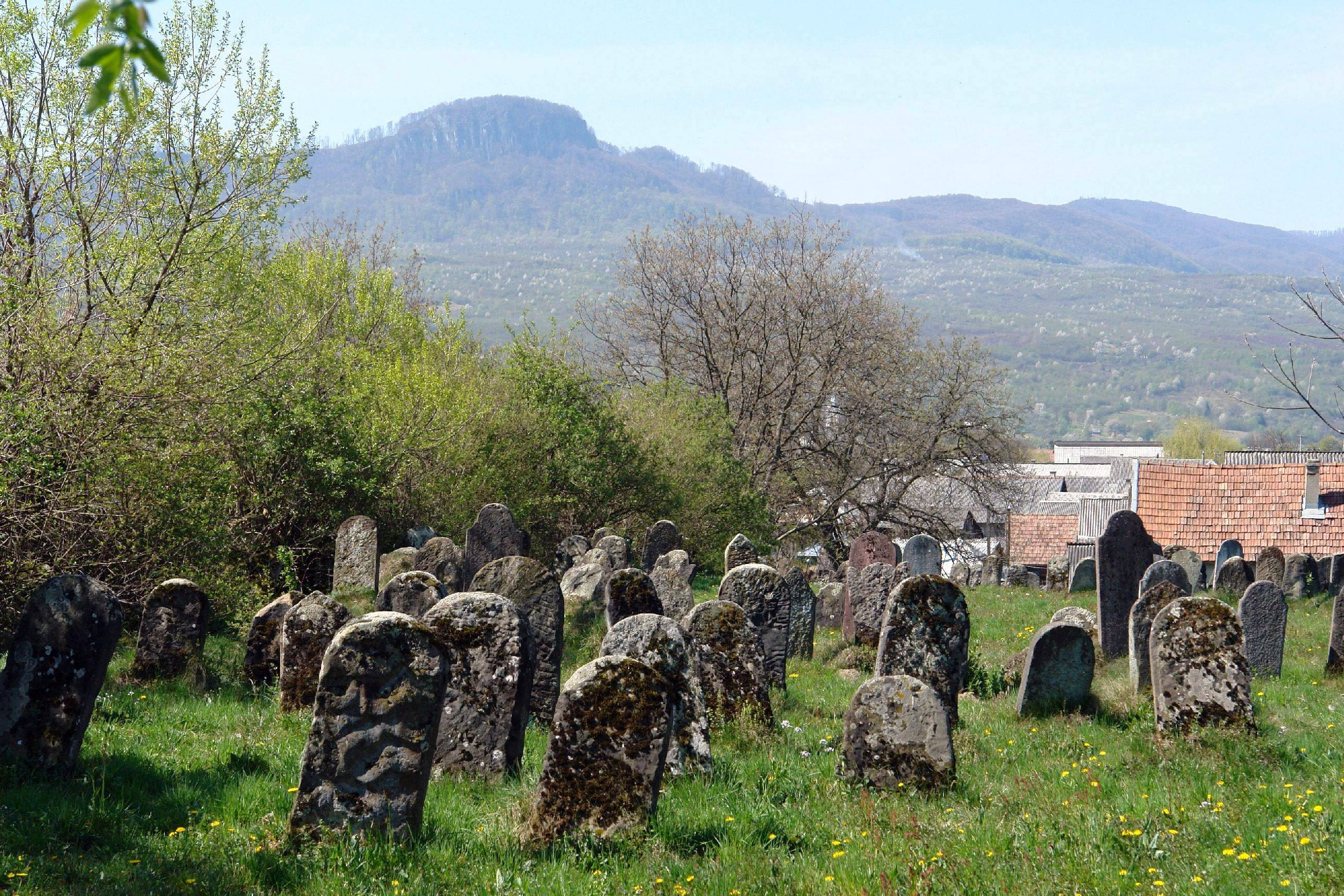
A Kőhát vonulatainak részlete a szaploncai temetőből

A Máramaros megyéhez Tartozó Kőhát-hegység gazdaságának jellemzője a fakitermelés és a bányászat, azon belül is a sóbányászat, melynek egyik fő központja Aknasugatag. A trianon után Romániához került bányát 1950-ben bezárták, emlékül maradtak a sós vizű bányatavak, köztük Erdély legnagyobb aknatava, a Gábor-tó, melyek révén a környéknek a só helyett mára a gyógyturizmus, az állattenyésztés és a földművelés jelenti a fő megélhetést.

## Növényvilága
Aknasugatagtól északnyugatra a  DN1F út közelében húzódik a Pădurea Crăiasa  természetvédelmi terület, a 44 hektár területet 2000-ben nyilvánították védetté. A természetes erdős terület védelmet nyújt az itt található tölgy (Quercus petraea) és vörösfenyő (Larix decidua) állománynak. A területen 140 éves tölgyek, hársak (Tilia spp.) és gyertyánok (Carpinus betulus) is találhatók.

## Állatvilága

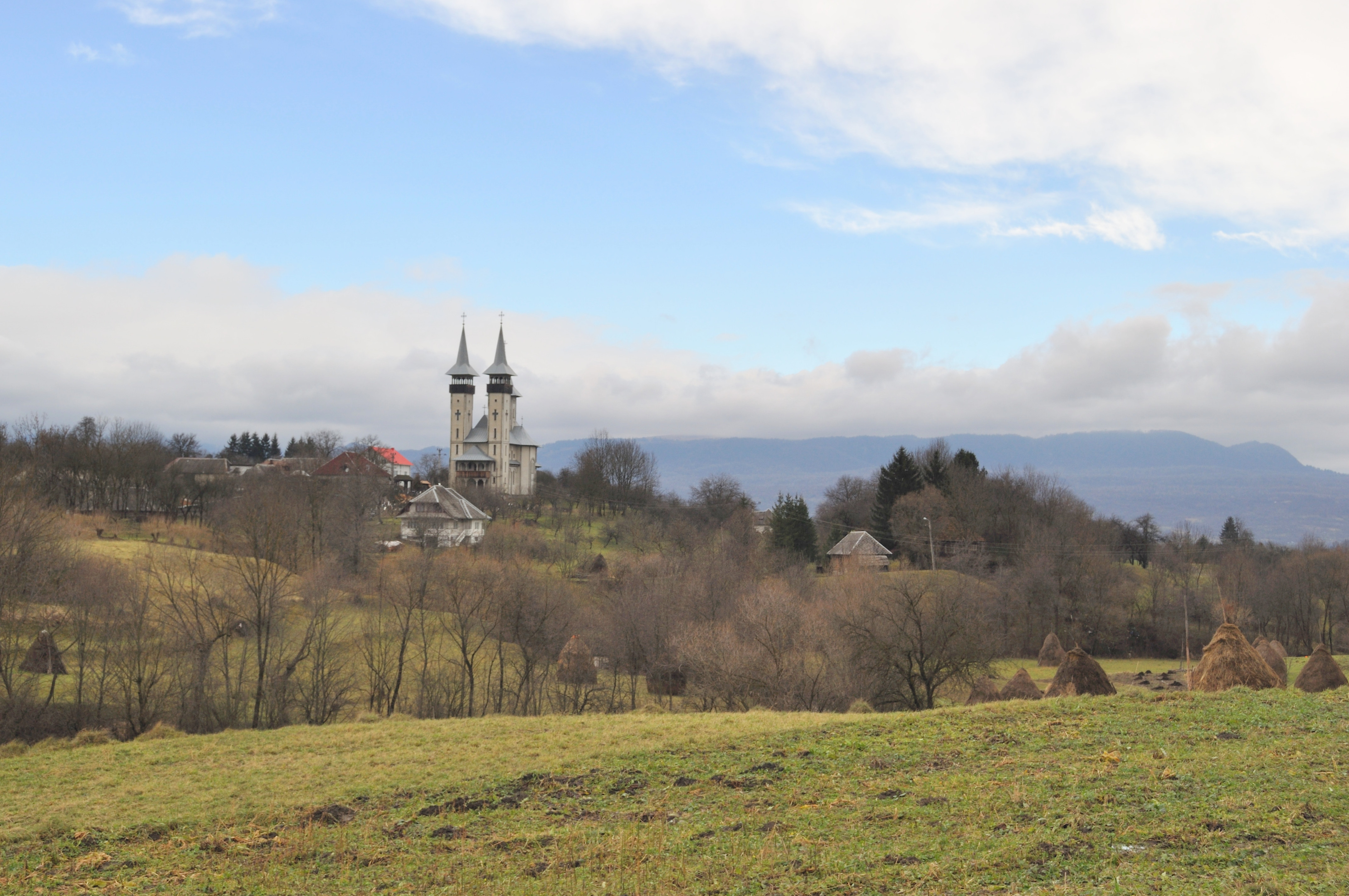
Bréb látképe

## Nevezetességei

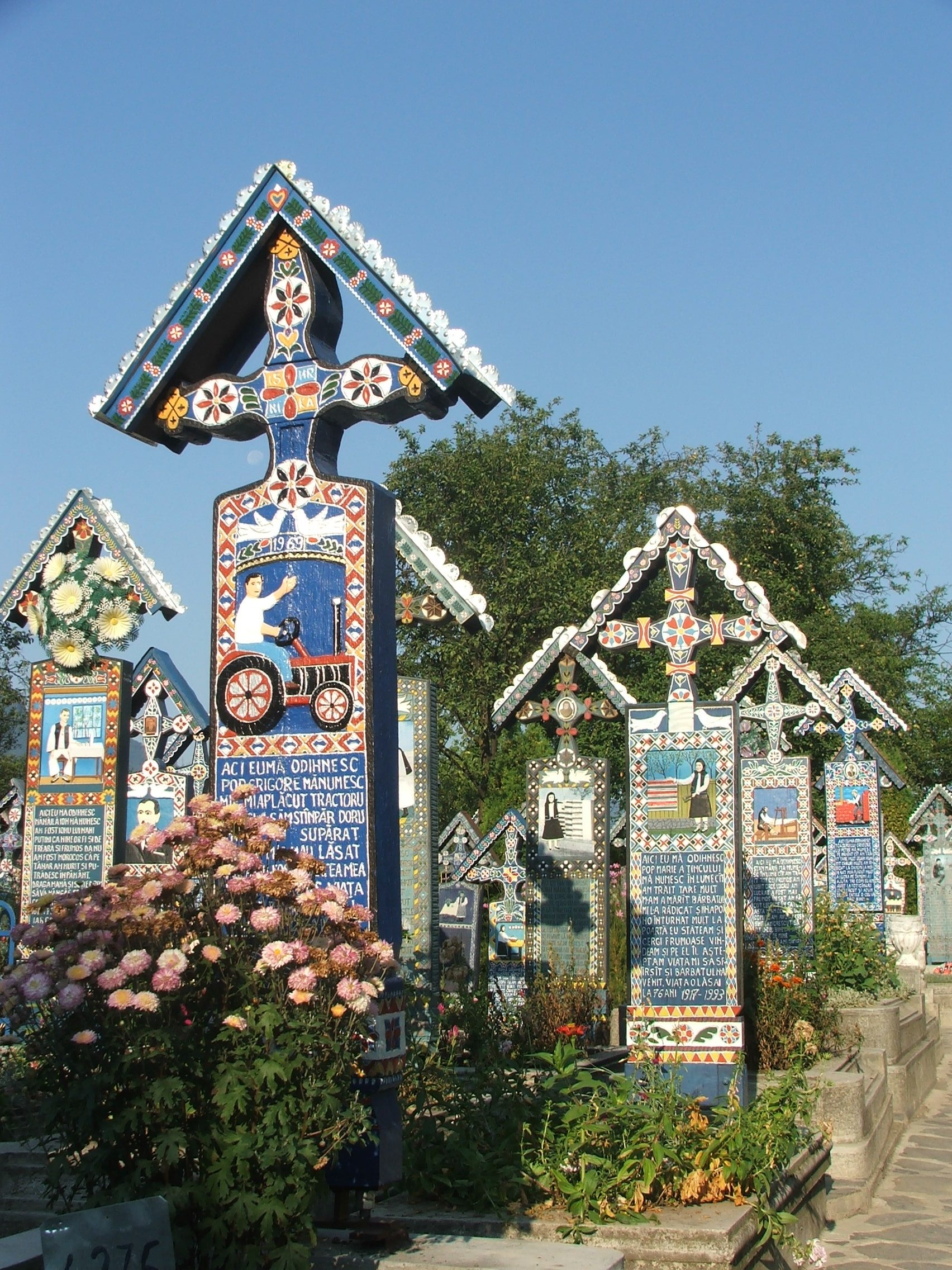
Szaplonca, vidám temető

- Tatár-szoros - Aknasugatag felől közelíthető meg, ahol a települést elhagyva, az erdőbe érve hirtelen beszűkülő völgy vezet a Kőhát egyik leglátványosabb természetvédelmi területére a Tatár-szorosba. A lenyűgöző látványt az István-mezőkből eredő patakoknak köszönhetjük, amelyek összegyűlt vize egy 600 méter hosszú és 90 méter széles szurdokot vájt magának a Kőhát andezites kőzetébe.
- Szaplonca - Vidám temető.

## Települései
- Aknasugatag
- Hosszúmező
- Szaplonca

## A környék műemlék fatemplomai

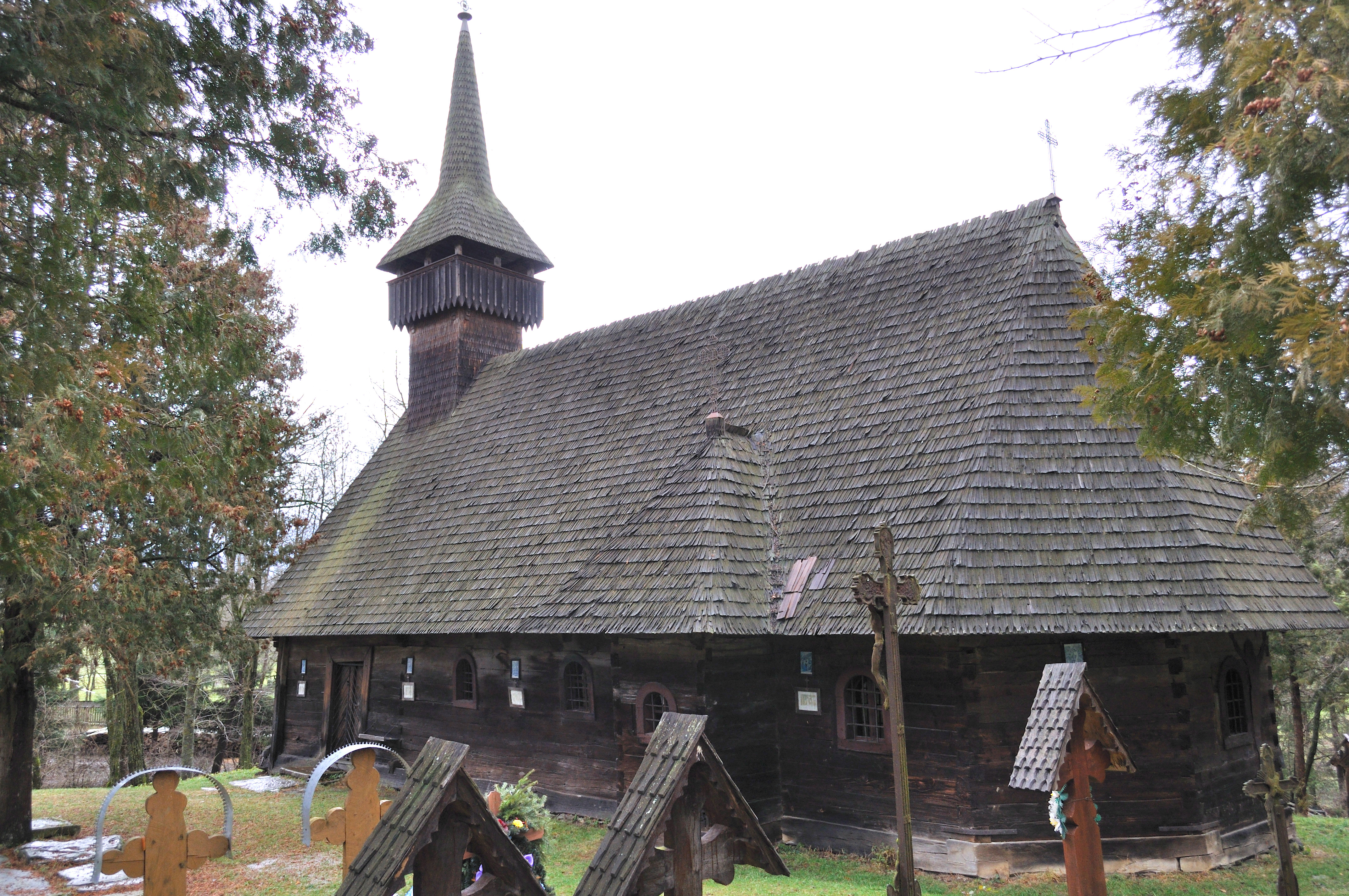
Bréb fatemploma
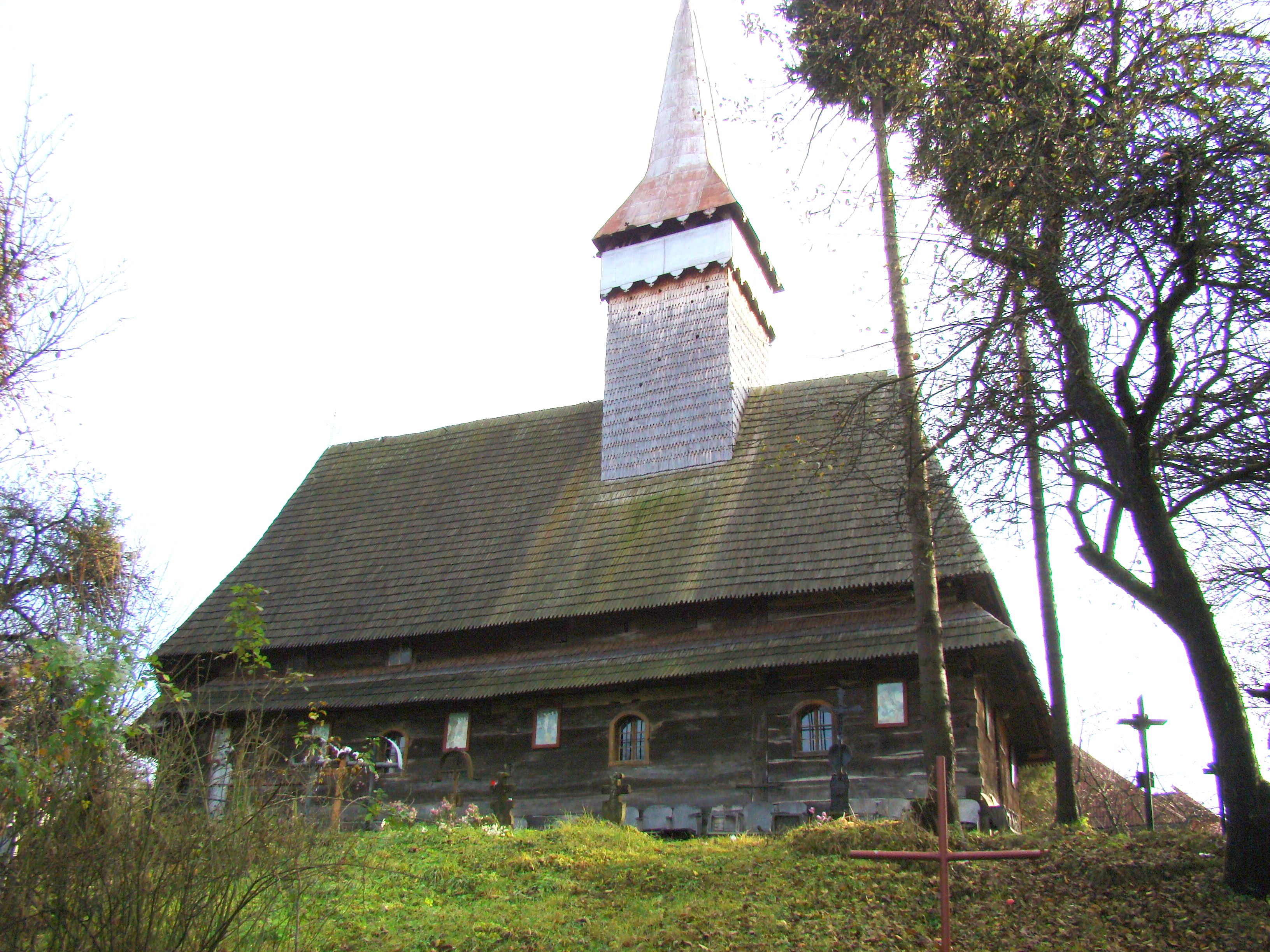
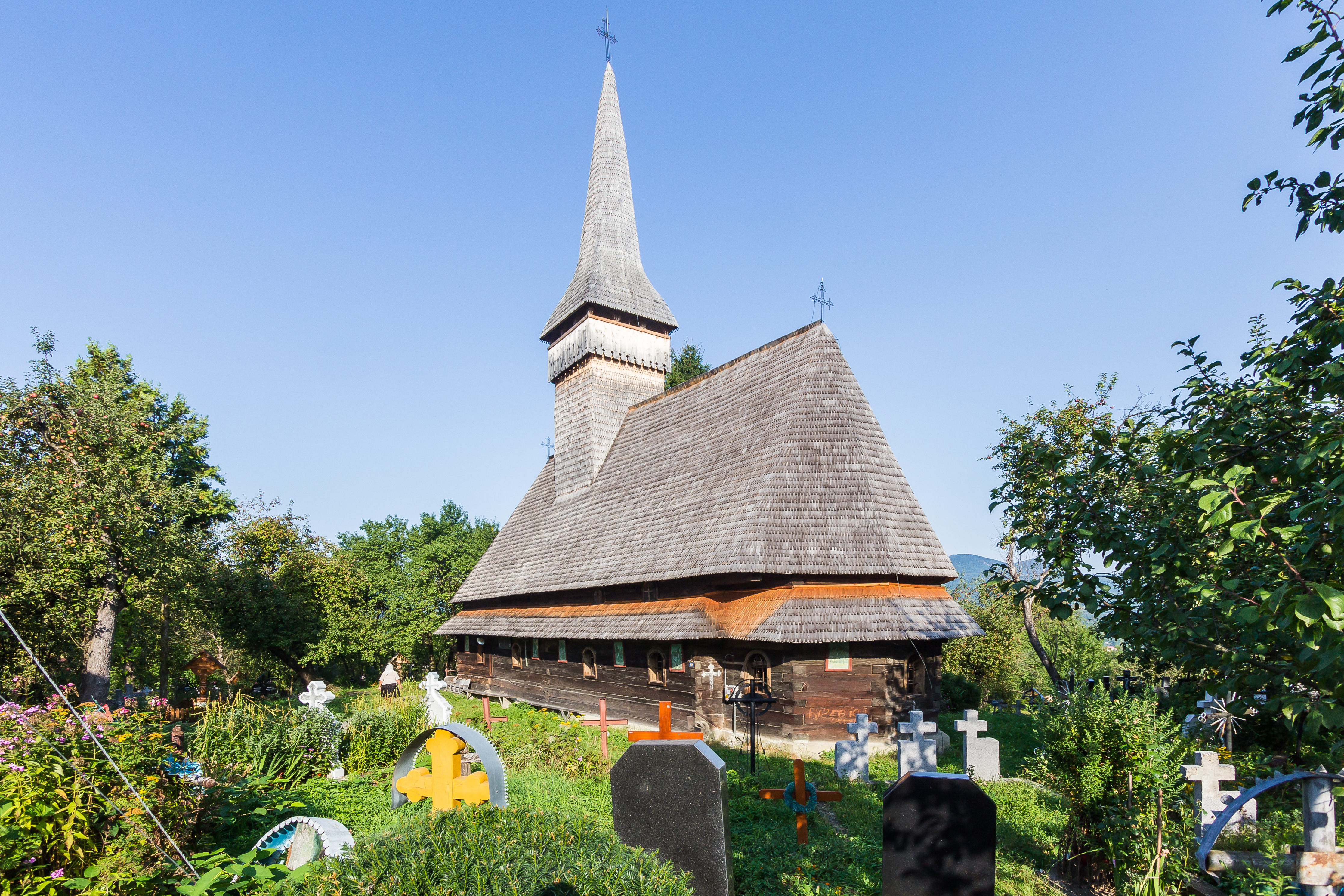
Hotinka (Hoteni) fatemploma
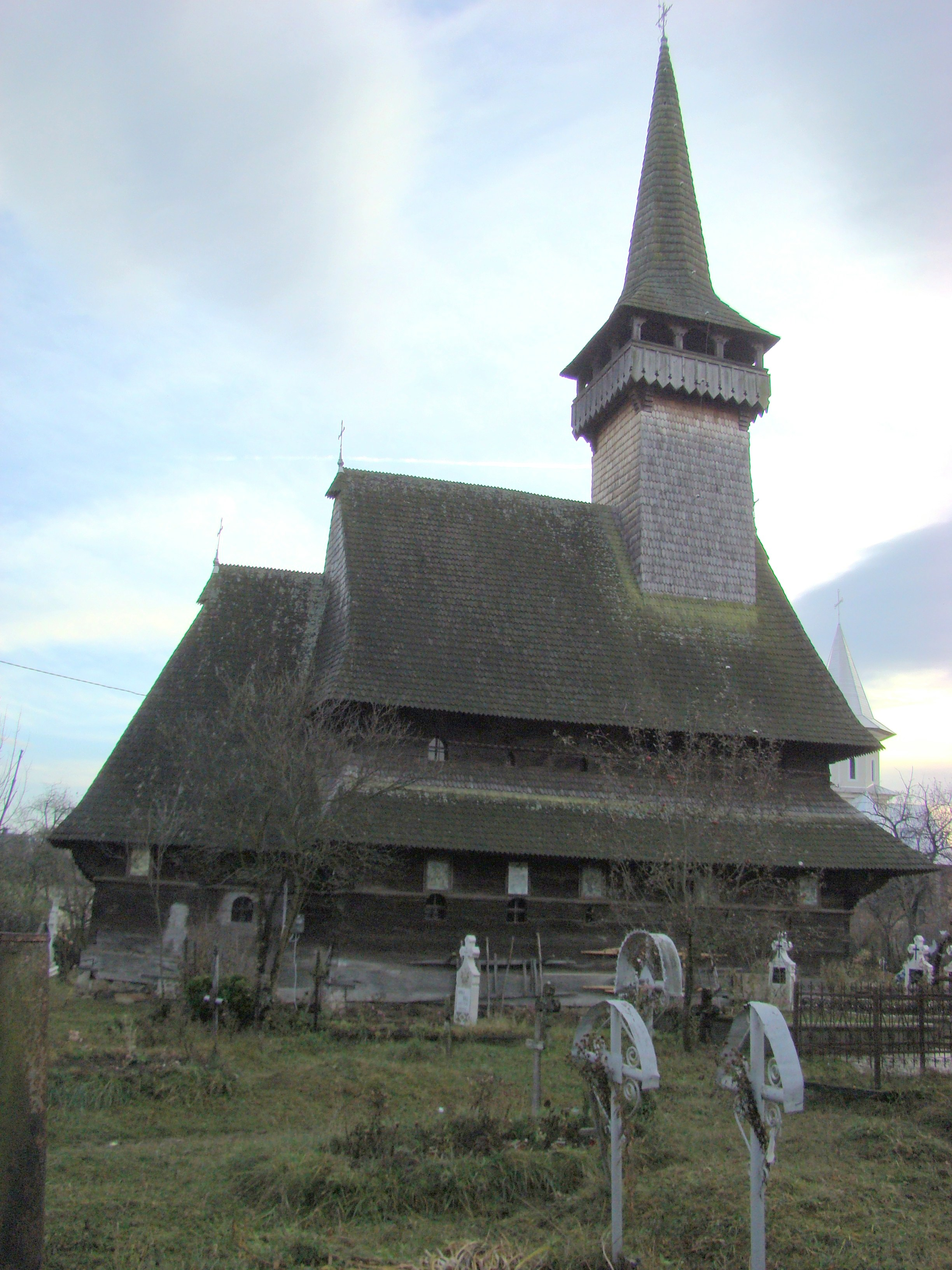
Falusugatag (Sat Sugatag) fatemploma